# Salón Teatro
El Salón Teatro es una sala teatral situada en la Rúa Nueva de Santiago de Compostela. Desde el año 1999 es la sede y escenario oficial de las producciones del Centro Dramático Galego, y único espacio de exhibición escénica de titularidad exclusiva de la Junta de Galicia. En épocas anteriores, el edificio había servido como residencia particular, centro cultural católico y sala de cine.

## Historia del edificio
El Salón Teatro es, después del Teatro Principal, el segundo recinto de espectáculos más antiguo de Santiago. Está situado en el número 34 de la Rúa Nueva, frente a la Iglesia de Santa María Salomé y su casa rectoral, en el punto central de la calle.

### Casa de Barca
El edificio que hoy alberga el Salón Teatro era originalmente un cuerpo de la Casa de Barca, que ocupaba los actuales números 34 y 36 de la Rúa Nueva. Era una casa solariega edificada en estilo barroco compostelano, propiedad de los Señores de Barca. Estaba compuesta por una planta baja y dos pisos altos, jardín con pozo y patio, con una superficie total de alrededor de 2700 m².
La fachada principal, de piedra, estaba originalmente resguardada por un soportal de cinco arcos, que tras las obras de ensanche de la Rúa Nueva acometidas por el arquitecto municipal Manuel Pereiro Caeiro quedaron reducidos a dos, correspondientes al número 36, haciendo martillo en el número 34 con la continuación de la fachada, adornada desde entonces con enlucido.
En las plantas superiores disponía de un total de dieciocho ventanas hacia la calle, dos tercios de las cuales con balcones corridos de hierro forjado sobre ménsulas de cantería, y el resto, en la parte afectada por el ensanche, cerradas por balcones franceses con trabatel, en una distribución asimétrica que evidenciaba la antigua existencia de una labra heráldica en el espacio central.
Remataba la construcción un tejado adornado con gárgolas, con iluminación natural a través de un amplio lucernario central.
Hacia finales del siglo XIX lindaba a ambos lados de la Rúa Nueva con las residencias de los Señores de Villaamil y del diputado y senador Juan José Viñas, Rector de la Universidad de Santiago, respectivamente, y en su parte posterior, hacia la Rúa del Villar, con la residencia de la marquesa de San Martín de Hombreiro, el Casino de Santiago y la orfebrería de José V. Lorenzo.
En su local comercial funcionó a lo largo del último cuarto del siglo XIX el estudio fotográfico en el que trabajaron en años sucesivos los hermanos Joseph y Adolfo Guiard, Ulysse Ferrant y Manuel Chicharro, pioneros de la fotografía artística en Galicia.
De la construcción original se conservan actualmente el cuerpo correspondiente al número 36 de forma íntegra, sin modificaciones exteriores, y apenas la fachada del número 34, aunque habiendo sido objeto de diversas reformas a lo largo del siglo XX.

### Casa Social Católica
El proyecto de la Casa Social Católica surgió por primera vez en torno al año 1915 a iniciativa del entonces Deán de la Catedral de Santiago, Salustiano Portela Pazos, con la intención de disponer de un centro cultural en el que las asociaciones obreras católicas y las entidades de carácter católico social pudiesen desarrollar sus actividades de ocio o educativas, como ciclos de conferencias, cursos, proyecciones cinematográficas o representaciones teatrales, para permitir que la acción cultural y el entretenimiento fuesen accesibles a todas las clases sociales en una época en la que normalmente estaban reservadas a las capas más acomodadas de la población.
La iniciativa comenzó a tomar forma a través de la Liga Mutua de Señoras, una asociación caritativa católica dirigida por damas de la alta sociedad compostelana que impulsaba la construcción de viviendas para obreros, mantenía un comedor social, ofrecía asistencia y visita domiciliaria a enfermos, facilitaba microcréditos y organizaba actos benéficos para las personas desfavorecidas, presidida por Blanca Elola Iturralde de Losada, Condesa de Oleiros, y dirigida por el propio Portela Pazos.

#### Reconstrucción
Con la financiación del proyecto encauzada mediante la emisión de acciones amortizables al 4% para sufragar los gastos de construcción, los primeros pasos se centraron en la búsqueda de un local apropiado. Inicialmente se consideró la posibilidad de aprovechar el solar de dos casas adyacentes en las calles de la Conga y Gelmírez, pero la estrecha relación de amistad con los propietarios de la Casa de Barca facilitó la posibilidad de adquirir uno de los cuerpos del edificio para su reconstrucción integral, pudiendo disponer así de un local de gran capacidad en el punto más céntrico de la calle de mayor prestigio de la ciudad, en la que ya existía el Teatro Principal.
A comienzos de 1919 se completó la adquisición del edificio, cuyo proyecto de reconstrucción se asignó al arquitecto diocesano Jesús López de Rego, uno de los pioneros del Modernismo en Galicia. Su propuesta inicial de una fachada en estilo ecléctico fue rechazada por la Comisión de Obras del Ayuntamiento, que la consideró discordante en el conjunto arquitectónico del casco antiguo, por lo que López de Rego optó por una solución más conservadora, regularizando los huecos originales y manteniendo el balcón del piso principal. Una vez obtenido el visto bueno finalmente en abril, las obras de demolición del interior del inmueble comenzaron en junio.

#### Inauguración
La inauguración de la Casa Social Católica, denominada "Salón Teatro" siguiendo la moda europea de los salones cinematográficos de comienzos del siglo XX, tuvo lugar el 30 de octubre de 1920. En los meses anteriores hubo que lamentar muy sentidamente el fallecimiento en julio de 1919 del obrero Manuel Ferreiro Gestoso durante los trabajos de reconstrucción, y en febrero de 1920, de la Condesa de Oleiros, cuyas gestiones al frente de la Liga Mutua de Señoras habían hecho posible el proyecto partiendo de cero. El obrero y el patronato católico, los dos extremos de la iniciativa que los unía, sufrían así una sensible ausencia de cara al día de la inauguración.
Dos puertas monumentales daban acceso desde la calle al vestíbulo del edificio, donde dos escaleras conducían a los palcos y a la galería, mientras que una puerta daba paso al salón y al patio de butacas, dividido en un pasillo central y dos laterales. El recinto contaba con diecinueve palcos familiares, tres de platea, dos de proscenio y seis de luto. Las 340 localidades del patio de butacas, sumadas a las 160 de la galería, lo convirtieron en la sala de espectáculos de mayor aforo de toda Galicia.
El salón, en tonos perlados con doraduras, estaba adornado con plantas y flores en las rinconeras y barandillas. El escenario tenía cortinas de terciopelo verde y decoraciones pintadas por Camilo Díaz Baliño. Había además cinco elegantes dependencias destinadas a oficinas y salitas de descanso en el exterior del salón.
Con el auditorio repleto y ante las autoridades y representaciones del Cabildo tuvo lugar la bendición del Obispo Auxiliar, Ramiro Fernández Valbuena. A continuación, el programa inaugural incluyó la interpretación del O Paradis! de Meyerbeer, la obertura de La flauta mágica de Mozart, la Serenata (op. 7) de Pierné, y la Paráfrasis de Job de Hilarión Eslava a cargo de la Orquesta del Maestro García Jiménez con el acompañamiento del tenor Manuel Uzal, y un discurso de Mercedes Tella, Directora de la Escuela Normal de La Coruña, acerca de las grandes virtudes, animando a las mujeres a participar en la vida social a la luz del cristianismo frente a la falta de ideales altruistas.
La apertura al público general tuvo lugar al día siguiente, con un concierto que incluía composiciones de Schumann, Pergolesi, Glück, Chopin, Debussy, Dauphin, Mendelssohn, Verdi, Villar, Granados y Albéniz, y a lo largo del mes de noviembre comenzaron los primeros ciclos de conferencias, veladas de teatro y zarzuela, y los llamados “días de moda”, que ofrecían programas cinematográficos y musicales. Desde entonces, el Salón Teatro permaneció a disposición no sólo de la Liga Mutua de Señoras, sino de todas las asociaciones sociales católicas, tanto para la celebración de actos en su salón como para juntas o reuniones en cualquiera de sus oficinas.

### Empresa Fraga
Debido a la imposibilidad de aplicar algunas de las nuevas normas de seguridad exigidas por el Ayuntamiento de Santiago para la celebración de determinadas actividades en espacios cerrados, durante los últimos años como Casa Social Católica el Salón Teatro apenas pudo funcionar como cinematógrafo, y en 1945 se produjo su venta a Isaac Fraga, el principal empresario cinematográfico de Galicia a través de la Empresa Fraga, propietaria de locales en varias localidades de España.
Pocos meses después del traspaso, Fraga encargó una reforma y adaptación de los espacios interiores del teatro al arquitecto José María Banet.
En 1949, dentro del plan municipal desarrollado para ennoblecer los espacios más representativos de la ciudad tras la declaración del casco antiguo de Santiago como conjunto histórico-artístico en 1940, el arquitecto conservador Francisco Pons-Sorolla recibió el encargo de proyectar la remodelación de la fachada del edificio. Su diseño ayudó a reforzar la integración visual en el ambiente de la Rúa Nueva con el aplacado en piedra de la planta baja, y consiguió armonizar la asimetría de los huecos mediante la incorporación de seis pilastras de inspiración clasicista y la construcción de un balcón sobre ménsulas de piedra entre las dos ventanas centrales del piso principal. El balcón, obra de Rafael Tarrío, tiene como pieza central un antiguo balaústre de las rejas del coro de la Catedral, con el escudo arzobispal de Santiago repujado sobre una placa.
La introducción del cinemascope y otras mejoras técnicas permitieron al Salón Teatro seguir compitiendo con el resto de las salas de la ciudad durante las décadas siguientes, pero el abandono y la falta de inversiones después de la Transición provocaron un creciente deterioro en los años 80 y 90. En marzo de 1994 un incendio sin consecuencias obligó a las autoridades a ordenar el cierre del establecimiento, propiciando indirectamente el final de casi medio siglo de existencia como cine.

### Centro Dramático Galego
Ante el estado de abandono del Salón Teatro, la asociación de comerciantes Compostela Monumental propuso al Ayuntamiento un proyecto de construcción de un centro comercial con espacios para tiendas, auditorio y sala de exposiciones por valor de 11,4 millones de euros, pero la iniciativa finalmente no llegó a prosperar.
En diciembre de 1996 la Junta de Galicia obtuvo la propiedad del edificio al cerrar un acuerdo de compraventa con la Empresa Fraga por valor de 630.000 euros, con la intención de disponer de un espacio de exhibición de actividades culturales de cara al Año Santo Jacobeo de 1999 y la capitalidad cultural europea del 2000.
A través de un concurso convocado por vía de urgencia, la Junta encargó el proyecto de rehabilitación del Salón Teatro al estudio de arquitectura de Rafael Baltar, José Antonio Bartolomé y Carlos Almuíña, con experiencia en la recuperación de recintos históricos como el Teatro Principal de Santiago o el Teatro Jofre de Ferrol. Los trabajos de demolición del interior del inmueble comenzaron en diciembre de 1997, y en octubre de 1998 se inició la reedificación, que concluyó en octubre de 1999.
El nuevo aspecto del Salón Teatro presenta desde entonces una fachada con ligeras intervenciones con respecto a la de Pons-Sorolla, que se limitan a una tonalidad ocre para realzar las pilastras, tratadas con un elegante estriado vertical, y a un discreto rediseño de las ventanas, las puertas, la taquilla y las carteleras.
En el interior del edificio, los revestimientos de piedra de la entrada y las escaleras sirven de continuidad desde el empedrado de la calle en transición hacia el protagonismo que progresivamente va adquiriendo la madera hasta el interior de la sala. Con un escenario de dimensiones muy similares al original, la normativa de seguridad y la búsqueda de una mayor comodidad obligaron a reducir el aforo a 272 localidades, repartidas entre las butacas de la platea y un anfiteatro superior. La reforma permitió asimismo habilitar un nuevo vestíbulo en el primer piso, con salida al balcón que se asoma la Rúa Nueva, y un sótano para camerinos, almacenes y talleres bajo la platea.
El Centro Dramático Galego estrenó su primera representación en su nueva sede con la producción Si o vello Sinbad volvese ás illas... (Cuando el viejo Sinbad vuelva a las islas, según la traducción de 1962) de Álvaro Cunqueiro el 29 de octubre de 1999, la víspera del 79.º aniversario de la inauguración del Salón Teatro.